# 路新春
路新春，清华大学教授，清华大学天津高端装备研究院第一副院长。主要从事机械方面的研究工作。入选中华人民共和国教育部2009年度"长江学者"特聘教授。曾就读于中国科学院金属研究所。